# Schizotheca divisa
Schizotheca divisa is een mosdiertjessoort uit de familie van de Phidoloporidae. De wetenschappelijke naam van de soort is voor het eerst geldig gepubliceerd in 1864 door Norman.